# 王暹
王暹，浙江山陰縣人，明朝初期政治人物，進士出身。

## 生平
永樂十六年，登戊戌科進士，初授翰林院庶吉士，授監察御史，官至右副都御史。